# Lotta ai XIII Giochi panafricani
Le competizioni di lotta ai XIII Giochi panafricani si sono svolte dal 9 al 11 marzo 2024 al Borteyman Sports Complex di Accra, in Ghana.

## Nazioni partecipanti
- Algeria
- Angola
- Benin
- Burkina Faso
- Burundi
- Camerun
- Ciad
- Rep. del Congo
- RD del Congo
- Costa d'Avorio
- Egitto
- Gambia
- Ghana
- Guinea
- Guinea-Bissau
- Guinea Equatoriale
- Kenya
- Madagascar
- Mauritius
- Marocco
- Namibia
- Nigeria
- Rep. Centrafricana
- Senegal
- Sierra Leone
- Sudafrica
- Tunisia
- Uganda

## Podi

### Uomini
| Evento             | Oro                                | Argento                    | Bronzo                                      |
| Lotta libera       |                                    |                            |                                             |
| fino a 57 kg       | Gamal Mohamed                      | Simeon Enozunimi           | Omar Faye Rabby Kilandi Kilonga             |
| fino a 65 kg       | Omar Mourad                        | Stephen Izolo              | Manaceu Ngonda Mohamed Ben Hafsia           |
| fino a 74 kg       | Amr Reda Hussen                    | Abdelkader Ikkal           | Andy Mukendi Kabeya Bacar Ndum              |
| fino a 86 kg       | Ahmed Mahmoud                      | Cedric Abossolo            | Ben-Michael Theron Harrison Onovwiomogbohwo |
| fino a 97 kg       | Mostafa Eldars                     | Wali Eddine Kebir          | Aron Mabuba Mbo                             |
| fino a 125 kg      | Youssif Ibrahim Hemida             | Ashton Mutuwa              | Hemza Haloui                                |
| Lotta greco-romana |                                    |                            |                                             |
| fino a 60 kg       | Moamen Mohamed                     | Ismail Ettalibi            | Abdelkarim Fergat                           |
| fino a 67 kg       | Muhammad Ibrahim as-Sajjid Ibrahim | Ishak Ghaiou               | Souhaib Khdar                               |
| fino a 77 kg       | Abdelkrim Ouakali                  | Mahmoud Abdelrahman        | Emmanuel Nworie Radhouane Tarhouni          |
| fino a 87 kg       | Bachir Sidazara                    | Muhammad Mustafa Mutawalli | Roberto Nsangua                             |
| fino a 97 kg       | Mohamed Ali Gabr                   | Fadi Rouabah               | Mohamed Jabri                               |
| fino a 130 kg      | Abdellatif Mohamed                 | Radhouane Chebbi           | Hamza Haloui                                |

### Donne
| Evento       | Oro                   | Argento         | Bronzo                                 |
| Lotta libera |                       |                 |                                        |
| fino a 50 kg | Mercy Genesis         | Nada Mohamed    | Rosine Ntsa Assouga                    |
| fino a 53 kg | Christianah Ogunsanya | Nogona Bakayoko | Miriam Orock Ngoe Wase Shaimaa Mohamed |
| fino a 57 kg | Odunayo Adekuoroye    | Zineb Hassoune  | Louji Yassin Ester Abraham             |
| fino a 62 kg | Esther Kolawole       | Gharam Askar    | Salmantou Coulibaly Safietou Goudiaby  |
| fino a 68 kg | Blessing Oborududu    | Blandine Ngiri  | Rosie Tabora Kabeya Samah Abdellatif   |
| fino a 76 kg | Hannah Reuben         | Amy Youin       | Samar Amer Lillian Mbena               |

## Medagliere[1]
La nazione ospitante è evidenziata
| Posiz. | Nazione        | Oro | Argento | Bronzo | Totale |
| ------ | -------------- | --- | ------- | ------ | ------ |
| 1      | Egitto         | 10  | 4       | 4      | 18     |
| 2      | Nigeria        | 6   | 3       | 2      | 11     |
| 3      | Algeria        | 2   | 4       | 3      | 9      |
| 4      | Camerun        | 0   | 2       | 2      | 5      |
| 5      | Marocco        | 0   | 2       | 1      | 3      |
| 6      | Costa d'Avorio | 0   | 2       | 0      | 2      |
| 7      | Tunisia        | 0   | 1       | 2      | 3      |
| 8      | RD del Congo   | 0   | 0       | 4      | 4      |
| 9      | Angola         | 0   | 0       | 2      | 2      |
| 9      | Senegal        | 0   | 0       | 2      | 2      |
| 9      | Sudafrica      | 0   | 0       | 2      | 2      |
| 12     | Burkina Faso   | 0   | 0       | 1      | 1      |
| 12     | Guinea-Bissau  | 0   | 0       | 1      | 1      |
| 12     | Namibia        | 0   | 0       | 1      | 1      |
| Totale | Totale         | 18  | 18      | 28     | 54     |